# 菲利普·阿斯特利
菲利普·阿斯特利（Philip Astley，1742年1月8日 - 1814年10月20日）是英国马术运动员、马戏团老板和馬戲團发明者，被視為“现代马戏团之父”。
1768年4月4日，當天是复活节，阿斯特利和他的妻子首次公開對外展示他們的馬術和剑术。起初這對夫婦主要是露天表演，地點位於伦敦兰贝斯一块田地。阿斯特利還在一个圆形竞技场里表演特技。从1769年起，他租下了一個永久性的场地，并在該場地建造看台。1770年，他請來杂技演员、走钢丝演员、雜技演員以及小丑和他自己一同表演。這標誌著“马戏团”正式诞生，后来馬戲團又传播到其他国家。